# حزب مرکزی آلمان
حزب مرکزی آلمان (به آلمانی: Deutsche Zentrumspartei) یک حزب سیاسی در جمهوری وایمار آلمان بود. این حزب در سال ۱۸۷۰ میلادی تأسیس شد. یکی از اهداف اصلی تشکیل این حزب کاهش نفوذ کلیسا در سیاست بود. ولی با به قدرت رسیدن نازی‌ها، اعضای حزب، چهارچوب‌های این حزب را برپایه آشتی میان دین و سیاست بنیان‌گذاری کردند. پس از مدتی در آلمان نازی فعالیت این حزب نیز همانند سایر احزاب متوقف شد.
فرانتس فن پاپن یکی از اعضای برجسته این حزب بود. وی در انتخابات رایشس‌تاگ و موفقیت هیتلر نقش پررنگی داشت. این حزب هم‌اکنون فعال است و تا پایان سال ۲۰۰۶ بیش از ۶۰۰ عضو داشته‌است.
در جمهوری ویمار ، حزب مرکز سومین حزب بزرگ در رایشتاگ بود. پس از روی کار آمدن آدولف هیتلر در اوایل سال ۱۹۳۳ ، حزب مرکزی از جمله احزابی بود که به قانون فعال کردن ، که اختیارات قانونی را به دولت هیتلر اعطا کرد ، رأی داد. با این وجود ، حزب در 5 ژوئیه برای انحلال تحت فشار قرار گرفت ، زیرا اندکی پس از آن حزب نازی تنها حزب مجاز قانونی در کشور شد.
پس از جنگ جهانی دوم ، حزب احیا شد ، اما نتوانست دوباره به اهمیت سابق خود برسد ، زیرا بیشتر اعضای آن به اتحادیه جدید دموکرات مسیحی (CDU) و در بایرن ، اتحادیه اجتماعی مسیحی (CSU) پیوستند. حزب مرکز تا سال ۱۹۵۷ در پارلمان فدرال آلمان نمایندگی داشت. این حزب به عنوان یک حزب حاشیه ای و عمدتاً در ایالت نوردراین-وستفالن مستقر است.